# Regiões da Coreia
A Coreia tradicionalmente foi dividida em uma série de não oficiais regiões que refletem fronteiras históricas, geográficas e de dialetos dentro da península .[carece de fontes?]  Muitos dos nomes da lista abaixo se sobrepõem ou são obsoletos hoje, com Honam, Yeongdong, Yeongnam, e o termo moderno Sudogwon sendo os únicos em uso amplo.
Os nomes das Oito Províncias tradicionais da Coreia são frequentemente usados como monikers regionais.

## Lista de regiões
| RR        | MC       | Coreano | Hanja  | Divisões hoje                                              | Divisões hoje   |
| --------- | -------- | ------- | ------ | ---------------------------------------------------------- | --------------- |
| Haeseo    | Haesŏ    | 해서    | 海西   | N. Hwanghae e S. Hwanghae                                  | Coreia do Norte |
| Gwanseo   | Kwansŏ   | 관서    | 關西   | Pyongyang, Nampo, N. Pyongan, S. Pyongan e Chagang         | Coreia do Norte |
| Gwandong  | Kwandong | 관동    | 關東   | Gangwon / Kangwon                                          | Ambos           |
| Gwannam   | Kwannam  | 관남    | 關南   | S. Hamgyong e parte sul de Ryanggang; Parte sul de Gwanbuk | Coreia do Norte |
| Gwanbuk   | Kwanbuk  | 관북    | 關北   | Rason, N. Hamgyong, S. Hamgyong e Ryanggang                | Coreia do Norte |
| Hoseo     | Hosŏ     | 호서    | 湖西   | Daejeon, Sejong, N. Chungcheong e S. Chungcheong           | Coreia do Sul   |
| Honam     | Honam    | 호남    | 湖南   | Gwangju, N. Jeolla e S. Jeolla                             | Coreia do Sul   |
| Sudogwon  | Sudokwŏn | 수도권  | 首都圈 | Seul, Incheon e Gyeonggi                                   | Coreia do Sul   |
| Yeongseo  | Yŏngsŏ   | 영서    | 嶺西   | Parte ocidental de Gwandong                                | Ambos           |
| Yeongdong | Yŏngdong | 영동    | 嶺東   | Parte oriental de Gwandong                                 | Ambos           |
| Yeongnam  | Yŏngnam  | 영남    | 嶺南   | Busan, Daegu, Ulsan, N. Gyeongsang e S. Gyeongsang         | Coreia do Sul   |
| Giho      | Kiho     | 기호    | 畿湖   | Gyeonggi e Hoseo                                           | Coreia do Sul   |